# Џохор
Џохор (енгл. Johor), такође познат и као Џохори, је држава у Малезији на југу Малајског полуострва. Џохор има копнене границе са малезијским државама Паханг на северу и Малацијом и Негери Сембилан на северозападу. Џохор дели поморске границе са Сингапуром на југу и Индонезијом на западу и истоку. Главни град и економско средиште државе је Џохор Бахру, Кота Искандар је седиште државне владе, а Муар служи као краљевски град. Стари главни град државе је Џохор Лама. Од 2017. године, у Џохору живи 3.700.000 становника. Џохор има веома разнолике тропске прашуме и екваторијалну климу. Државни планински ланци Титивангса, који је део већег венца Тенасерим, повезан је са Тајландом и Мјанмаром, а планина Опхир је највиша тачка у Џохору.
Краљевство је још од давних времена било усмерено на Џохор као стратешку позицију. Након укидања краљевине, већи део малајске обале припао је Маџапахиту, велика таласократска империја смештена на острву Јава (данас Индонезија). Неколико деценија касније, појавом малаканачког султаната, ислам се проширио читавим малајским архипелагом. Након пада царства и управом Португалије, краљевска породица Маласан је била приморена да се пресели на полуострво Малај. Њихови покушаји да поново заузму Малај резултирали су тросмерним ратом између Џохора, Португалца и Ачеха, још једног султана у успону на северној Суматри, индонежанском острву, једном од Великих Сундских острва. Са површином од 473.481 km² Суматра је шесто острво по величини у свету.
Доласком Холандске источноиндијске компаније, Џохор је окончао португалску владавину и обновио сопствену владавину у многим својим бившим регионима на Суматри, иако су Малаку и даље држале стране силе. Кроз унутрашњи спор унутар Џохор султаната и присуство источноиндијске компаније на северном Малајском полуострву, холандска трговина се мења и доводи до различитих спорова и потписивања енглеско-холандског споразума 1824. године.
Према уговору, малајски архипелаг је подељен на две сфере утицаја: Британци су стекли читаво Малајско полуострво, док су Холанђани преузели Суматру као и друге територије попут Јаве, једну од четири полуострва Индонезије. Под британском влашћу приоритет се образирао на образовању и развоју, а сама краљевска администрација Џохор реформисана је под монархијом у британском стилу. Трогодишња окупација Јапанаца у Другом светском рату зауставила је модернизацију. После рата, Џохор је постао део привремене малезијске уније пре него што је спојен са Федерацијом Малеје под одређеним условима, а потом и Малезије 16. септембра 1963.
Џохор има велику разноликост у етничкој припадности, култури и језику. Држава је позната по традиционалном плесу запин и куда кепанг. Шеф државе је султан Џохора, док је шеф владе Ментери Бесар. Владин систем је уско направљен по узору на парламентарни систем у Вестминстеру, а државна администрација је подељена на административне округе. Ислам је државна религија према Џохоровом уставу из 1895. године, али се друге религије могу слободно определити. Малајски и енглески су прихваћени као службени језици државе од 1914. Економија се углавном заснива на услугама и производњи.

## Етимологија
Северним становницима Таи, кроз историју познатији и као народ Таи и Сијамци, ово подручје је било прво познато као Гангану или Гангају (Ризница драгуља) због присутног драгог камења у близини реке Џохор. Арапски трговци су га називали јаухар, што значи „драги камен“ или „драгуљ“. Место је дуго време било познато као трговинско место и место драгуља. Како је локалном становништву било тешко изговорити арапску реч на локалном дијалекту, то име је касније постало Џохор. Џахор је имао више имена, сваки је био другачији у зависности од језика или дијалекта али је увек имао исто значење. Његово име и данас означава драго камење иако се теже налази у истоименој реци.

## Историја
У Кампонг Сунгаји Пенсху, у близини реке Муар пронађено је бронзано звоно за које се процењује да је из 150. године нове ере. Сматра се да је звоно коришћено као свечани предмет, а не као трговачки објекат јер је слично свечано звоно са истим украсима пронађено у провинцији Батамбанга у Камбоџи, што доводи до сумње да је малајска обала имала контакт са Фунаном, при чему је звоно било поклон раног краљевства локалним поглаварима на Малајском полуострву. Друго важно археолошко откриће био је древни изгубљени град Кота Геланги, који је откривен пратећи трагове у старом малајском рукопису некада власништву Стамфорда Рафлеса. Артефакти прикупљени на том подручју појачали су тврдње о раном насељавању људи у овој држави. Тврдњу да је Кота Гелангија прво насеље оспорава државна влада Џохора, а други докази из археолошких студија које је спровела државна фондација за наслеђе 1996. године сугеришу да се историјски град заправо налази у округу Кота Тинги. Тачна локација древног града још увек није откривена, али се наводи да се налази у оквиру шумског резервата од 34.595 хектара. Од давнина је већина приморског Малајског полуострва имала своје владаре.

### Џохоров султанат
После пада Малаке 1511. у руке Португалије, Џохор султанат, заснован на потомцима малачких султаната, основан је од стране Махмудовог сина Ала'удина Ријаиата Схаха 1528. године када је краљевски двор преселио у Џохор Ривер и поставио своју краљевску резиденцију у Џохор Лами. Џохор је постао царство на јужном полуострву Малај, архипелагу Риау (укључујући Сингапур), острвима Анамбас, архипелагу Тамбелан, острвима Натуна, региону око реке Самбас на југозападу Борнеа и Сиаку на Суматри, заједно са савезницима Паханг, Ару и Чампа и тежило је поновном заузимању Малаке од Португалаца. Асех султанат на северној Суматри имао је исту амбицију, што је довело до тросмерног рата.
Током рата, административна престоница Џохора се неколико пута селила, заснивајући се на војним стратегијама и задржавајући ауторитет над трговином у региону. Џохор и Португалци почели су да сарађују против Асеха, којег су видели као заједничког непријатеља. Тек 1582. године Португалци су помогли Џохору да оствари напад против Асеха, али договор је завршен када је Џохор напао Португалце 1587. године. Асех је наставио нападе на Португалце, а касније је уништен када је велика војска из португалске луке у Гои дошла како би помогла Португалцима.
Након што је Асех ослабљен, стигла је холандска источноиндијска компанија и Џохор је са њима створио савез како би елиминисао Португалце у другом заузимању Малаке 1641. године. Џохор је повратио власт над многим својим бившим зависностима на Суматри, попут Сиака (1662) и Индрагирија (1669), који су припали Ацеху, док су Холанђани заузели Малаку. Малака је стављена под директну контролу Батавије на Јави. Иако је Малака потпала под холандску власт, Холанђани нису основали ниједну даљу трговинску станицу на Малајском полуострву и Суматри, јер су имали мање интереса од онога што су имали за Јаву и острва Малуку. Тек када су Бугиси почели да прете холандској поморској трговини, умешали су се у локалне спорове.
Династија малаканских потомака трајала је до смрти Махмуда II, када га је наследила династија Бендахара, династија министара која је раније служила у султанату Маласа. Холанђани су се осећали све угроженијима у 18. веку, посебно када је енглеска источноиндијска компанија почела да успоставља своје присуство на северном Малајском полуострву, што је Холанђане навело да заузму подручја Бугиса на Риау и протерају Бугије са Риауа и из Селангора тако да ове области не би потпале под британску власт.
Овим је окончана Бугисова политичка доминација у царству Џохор-Паханг-Риау, што је резултирало тиме да је Бугисима забрањен приступ Риау 1784. године. Током ривалства између Бугија и Холанђана, Махмуд III потписао је уговор о заштити са ХОС-ом на броду Утрест и султану је било дозвољено да борави у Риау уз холандску заштиту. Од тада је неповерење између Бугиса и Малаја постало све веће. Од 1796. до 1801. и од 1807. до 1818. године, Маласа је стављена под британску заштиту, али је 1818. године враћена Холанђанима. Маласа је служила као полигон за британску победу 1811. године.

### Британска заштита
После смрти Махмуда, султан је оставио два сина дадиљама, док је старијег сина Хусеина преузела малајска заједница. Холанђани су 1818. године подржали Абдула Рахмана као легитимног наследника Џохорове империје, али је заузврат морао да подржи њихову намеру да оснују трговинско место у Риау. Следеће године Британци су прихватили Хусеина Схаха као легитимног наследника џохорске империје у замену за његову подршку њиховој намери да оснују трговинско место у Сингапуру. Абдула Рахмана наследио је његов син Даенг Ибрахим, мада су га Британци прихватили тек 14 година касније.
Поделом џохорског царства због спора између Бугија и Малаја, Даенг Ибрахим намеравао је створити нови административни центар за Џохор султанат под новом династијом. Како је одржавао блиске односе са Британцима који су желели да имају потпуну контролу над трговином у Сингапуру, потписан је уговор између Даенг Ибрахима и наследника Хусеин Схаха. Уговором је Али крунисан за султана и примао је 5000 долара (шпанских) и додатак од 500 долара месечно, али је било потребно да уступи суверенитет територије Џохора (осим Кесанга из Муара, који би био једина територија под његовом контролом) Даенг Ибрахиму.
Оснивањем нове престонице на копну Џохор, административни центар је пресељен из Телок Бланге у Сингапур. Како је ово подручје још увек било неразвијено место, Теменгонг је покренуо миграцију Кинеза и Јапанаца како би покренули економију и производњу на овом пустом и сиромашном месту. Током његове владавине, Џохор је почео да се модернизује, а то је наставио његов син Абу Бакар. Године, 1885. потписан је енглеско-џохорски уговор који је формализовао блиске односе између две земље, с тим што су Британци добили транзитна права за трговину преко султанске територије и одговорност за своје спољне односе, као и пружање заштите ако је то потребно. Уговором је такође било предвиђено именовање британског агента у саветодавној улози, мада ниједан саветник није именован до 1910. Абу Бакар је такође применио устав познат као устав државе Xохори, организујући своју управу у британском стилу. Усвајањем политике модернизације у енглеском стилу, Џохор је привремено спречио да га Британци директно контролишу, као што се догодило другим државама Малезије.
Иако је енглеска политика почела да се настањује на овом месту, Бакер је успео да очува малезијски начин владавине, а његов син је наставио по очевим плановима.

### Други светски рат
Током владавине Ибрахима, Британци су именовали Доугласа Грахама Џамблела за саветника султаната 1910. године, иако је султан именовао Џамблела само за генералног саветника. За разлику од других малајских држава које су имале сталне саветнике, Џохор је постала последња држава која је имала саветника Британца. Међутим, због Ибрахимовог прекомерног трошења, султанат се суочио са проблемима проузрокованим падом цене његовог главног извора прихода и проблемима између њега и чланова његовог државног већа, што је Британцима дало прилику да интервенишу у Џохоровим унутрашњим пословима. Упркос Ибрахимовом оклевању да именује британског саветника који неће бити привремен већ стални, Џохор пада под британску контролу као једна од не савезних малајских држава све до 1914. године, а положај његовог генералног саветника повишен је на положај резидента у федеративним малајским државама. Џохор је тада постао потпуно контролисан од стране Британије иако је имао изгласаног султана.

### Након рата
Џохор и остатак Малеје званично су стављени под британску војну управу септембра 1945. године, док је Малаја распуштена у децембру након састанка генералног секретара Лаи Тека (који је такође био двоструки агент за Британце). Џохорци су прихватили повратак британске колонијалне владавине и усвојили умерену „отворену и легалну“ борбу за своје идеолошке циљеве, при чему је већина чланова од Британаца следеће године добијала медаље. Партијску управу преузео је Ханг Пенг, који је напустио „умерену стратегију“ у корист „народног револуционарног рата“, који је кулминирао ванредном ситуацијом у Малаји 1948. године. У ванредном периоду, напади великих размера догодили су се у данашњем округу Кулаи и другим деловима Малаје, али нису успели да успоставе „ослобођена подручја“. Рат је довео до јаких тензија и великим сукобима између две алијансе које су се бориле за Џохор и његов стратешки положај од великог значаја.

### Малезија
Године 1961. премијер Федерације Малеје, Тунку Абдул Рахман, пожелео је да уједини Малеју са британским колонијама. Упркос све већем противљењу влада у Индонезији и на Филипинима, као и комунистичких симпатизера и националиста на Борнеу, федерација је реализована 16. септембра 1963. Индонежанска влада је касније покренула „политику конфронтације“ према новој федерацији, што је подстакло Британце и њихове савезнике Аустралије и Новог Зеланда да распореде оружане снаге. Округ Понтијан постао је приобално место за слетање амфибијских индонежанских трупа током сукоба, док су Лабис и Тенанг у округу Сегамат постали место за слетање падобраном индонежанских пара-командоса за субверзијске и саботажне нападе. Неколико напада догодило се у округу Кота Тинги, где је девет малајанских/сингапурских трупа и половина Индонежана убијено, а остали Индонежани заробљени. Упркос неколико напада који су такође коштали цивиле, индонежанска страна није постигла свој главни циљ, а сукоб је завршен 1966. године након унутрашње политичке борбе у Индонезији која је произашла из покрета 30. септембра.
Од краја сукоба, развој државе се и даље ширио иако је било несагласности и немира у држави. Од укупно одобрених развојних пројеката за државу Џохор од 1980. до 1990. године, 69% било је концентрисано у Џохор Бахру и на подручје Пасир Гуданг. Индустријска имања и нова предграђа изграђена су у насељима и на северној и на источној страни града, укључујући Плентонг и Тебрау. Град Џохор Бахру званично је признат као град 1. јануара 1994. године.

## Политика
|                |                  |                 |                |                     |          |
| Афилијација    | Афилијација      | Коалиција       | Статус         | Места               | Места    |
| Афилијација    | Афилијација      | Коалиција       | Статус         | Избори 2018. године | Тренутно |
|                | Национална унија | Хасни Мухамед   | Влада          | 19                  | 29       |
|                | Пакатан Харапан  | Аминолуда Хасан | Опозиција      | 36                  | 27       |
| Укупно         | Укупно           | Укупно          | Укупно         | 56                  | 56       |
| Владина већина | Владина већина   | Владина већина  | Владина већина | 17                  | 2        |

Џохор је уставна монархија и била је прва држава у Малезији која је усвојила систем који је написао Султан Абу Бакар 1895. године. Уставни поглавар Џохора је султан. Ову наследну позицију може имати само члан краљевске породице Џохора која потиче из Абу Бекирове породице. Тренутни султан је Ибрахим Исмаил, који је дошао на престо 23. јануара 2010. године. Главна краљевска палата за султана је палата Букит Серен, док је краљевска палата за престолонаследника Истана Пасир Пеланги; обе палате налазе се у главном граду државе. Остале палате су Велика палата (која се такође налази у главном граду државе), Танџонг палата у Муару, Шри Ламбак у Клуангу и Стрељачка кутија у Сегамату.
На челу државне владе је Ментери Бесар, коме помаже извршно веће од 11 чланова одабрано од чланова државне скупштине. Законодавна грана Џохоровне владе је законодавна скупштина државе Џохор, која се заснива на вестминстерском систему. Стога се главни министар именује на основу његове способности да командује већином државне скупштине. Државна скупштина доноси законе о питањима која се тичу државе. Чланове скупштине грађани бирају на сваких пет година на општем изборном праву. У скупштини има 56 места. Већину (29 места) тренутно има Perikatan Nasional.
Џохор је била суверена држава од 1948. до 1957. године док је био на снази споразум о Федерацији Малеје, али су његова одбрана и спољни послови углавном били под контролом Британије. Малезијска федерација је потом спојена са две британске колоније на Борнеу, Северном Борнеу и Сараваку, да би се формирала Федерација Малезије. Од тада је настало неколико спорова, попут инцидента који је укључивао државну краљевску породицу, а који је резултирао амандманима на устав Малезије 1993. године, спорења са савезним челницима о државним и федералним пословима и незадовољство споријим развојем за разлику од дугогодишњег просперитета у суседном Сингапуру, што је чак довело до изјава о отцепљењу краљевске породице Џохор. Остала социјална питања укључују пораст расне и верске нетрпељивости међу грађанима државе откако је део федерације.

### Административни окрузи
Џохор је подељен на десет округа, 103 мукима и 16 локалних самоуправа. Постоје окружни службеници за сваки округ и старешина села (познати као кетуји кампунг или пенг хулу) за свако село у округу. Пре доласка Британаца, Џохору је водила група рођака и пријатеља султана. Уређенија администрација развијена је у уговору о пријатељству са Великом Британијом 1885. године. Британски савез почео је да се прихвата 1914. године када је држава постала део УМС-а. Трансформацијом у администрацију британског стила, више Европљана је било именовано са улогом која се ширила од саветовања о финансијским питањима до савремених административних смерница. Малајски државни комесари радили су заједно са британским окружним официрима, у Џохору познатим као „помоћници саветника“. Када је место резидента УМС-а укинуто, друга места у администрацији коју су држале европске земље замењена су локалним становништвом. Као и у остатку Малезије, локална управа је у надлежности државне власти.
Девети прилог устава Малезије наводи да је малезијска савезна влада искључиво одговорна за спољну политику и војне снаге у земљи. Међутим, Џохор има приватну војску, једину државу која је то учинила. Задржавање војске била је једна од одредби 1946. године коју је Џохор донео када је учествовао у Федерацији Малаја. Ова војска, краљевска војна сила Џохор, од 1886. године служи као заштитница џохорске монархије која је једна је од најстаријих војних јединица у данашњој Малезији. Имала је значајну историјску улогу у сузбијању побуне у Сингапуру 1915. године и служила је у оба светска рата. Џохор је претходно имао територијални спор са Сингапуром.
Након објављивања малезијске територијалне воде и континенталних граница од стране владе Малезије 1979. године која је укључивала острво Бату Путех (данашња Педра Бранца) као део њиховог суверенитета, Сингапур је следеће године уложио формални протест. Спор се првобитно односио само на једну ставку, али када су се обе стране договориле да предмет предају међународном суду правде 2003. године. Суд је 2008. године одлучио да „Бату Путех припада Сингапуру, Мидл Рок Малезији, а Соуз Леџ држави у територијалним водама у којој се налази“. Коначна одлука суда је да Педра Бранца припада Сингапуру у складу је са писмом вршиоца дужности државног секретара Џохора из 1953. године, као одговор на питање у вези с Педром Бранцом од колонијалног секретара Сингапура, где је влада Џохора отворено изјавила да не полаже право на власништво над Педром Бранцом, иако је признала да је старо царство Џохора некада владало већином острва у тој области. Тек 2017. године, Малезија се жалила на случај Педра Бранца на основу услова које је захтевао суд да би се случај могао ревидирати у року од шест месеци, од откривања чињеница и у року од десет година од датума пресуде након откривања неколико чињеница. Захтев је одбијен након унутрашњих промена у новој малезијској администрацији следеће године, где су они накнадно признали трајни суверенитет Сингапура, истовремено најављујући планове за претварање Средњих стена, које су под суверенитетом Малезије, у острво.
|    | Дистрикт         | Главни град | Површина (km²) | Популација (2010) |
| -- | ---------------- | ----------- | -------------- | ----------------- |
| 1  | Бату дистрикт    | Бату        | 1,878          | 401,902           |
| 2  | Џохор дистрикт   | Џохор       | 1,817.8        | 1,334,188         |
| 3  | Клуанг дистрикт  | Куланг      | 2,851          | 288,364           |
| 4  | Кота дистрикт    | Кота Тинги  | 3,488          | 187,824           |
| 5  | Кулај дистрикт   | Кулај       | 753            | 245,294           |
| 6  | Мерсинг дистрикт | Мерсинг     | 2,838          | 69,028            |
| 7  | Муар дистрикт    | Муар        | 1,376          | 239,027           |
| 8  | Понтиан дистрикт | Понтиан     | 907            | 149,938           |
| 9  | Сегамат дистрикт | Сегамат     | 2,851          | 182,985           |
| 10 | Тангкак дистрикт | Тангкак     | 970            | 51,555            |

## Географија
Укупна копнена површина Џохора износи 19.166 km2 (7.400 sq mi), а окружен је Јужно кинеским морем на истоку, Џохоровим мореузима на југу и Малакивим мореузом на западу. Држава има укупно 400 km (250 mi) обале, од којих је 237,7 километара камено. Већина њене обале, посебно на западном делу државе, прекривена је шумама. Источном обалом доминирају пешчане плаже и стене, док се јужна обала састоји од низа наизменичних увала. Ексклузивна економска зона (ЕЕЗ) простире се много даље, према Јужном кинеском мору.
У 2005. години држава је забележила 391.499.002 хектара (967.415.102 хектара) пошумљеног земљишта, које је класификовано у природну унутрашњу шуму, тресетну мочварну шуму и блато. Подножје ланца Титивангса протеже се према Џохору, са највишом тачком Опхир, висине 1.276 метара. У држави постоји још десет планина са висинама од 273 метра до 1.010 метара. Око 83% терена Џохора чине низијска подручја, док је само 17% виши и стрми терен.
Велики део централног дела Џохора покривен је густом шумом, где се широка мрежа река пореклом са планина и брда у том подручју шири на запад, исток и југ. На западној обали, река Бату Пахат, река Муар и Понтијска река протичу тесним пролазима Малака, док реке Џохор, малајска река Перепат, Пулаи, Скудаи и Тебрау теку на југу Џохора. Реке Ендау, Мерсинг, Седили Бесар и Седили Кецил уливају се у Јужно кинеско море на истоку. Слив реке Џохор покрива подручје од 2.690 километара, почев од планине Белумут (источно од Клуанга) и планине Гемурух (на северу) до Танџунг Белунгкора.
Џохор се налази у тропском региону са екваторијалном климом. И температура и влажност су константно високе током целе године са обилним кишама.
- Пејзажи Џохора
- Врх Офир.
- Плажа Рава.
- Излазак сунца изнад плантаже палминог уља.
- Водопад на планини Велмут.

### Биодиверзитет
Џунгле Џохора чувају разноврстан низ биљних и животињских врста, преко 950 врста кичмењака, које чине 200 сисара, 600 птица и 150 гмизаваца, заједно са 2.080 врста бескичмењака. Национални парк Ендау-Ромпин највећи је национални парк у држави, покривајући површину од 48.905 хектара на северу Џохора; његово име потиче од река Ендау и Ромпин које пролазе кроз парк. За парк постоје две улазне тачке, са површином од 19.562 хектара (око 40% укупне површине) са улазом из Каханга у округу Мерсинг и друга са површином од 29.343 хектара (око 60% укупне површине) са улазом из Бекоку у округу Сегамат. Неке иконичне врсте сисара унутар националног парка укључују азијског слона, леопарда, малезијског сунчевог медведа, малајског тапира и малајског тигра.
Национални парк Гунунг Леданг, површине 8.611 хектара на западу Џохора, основан је 2005. Има разне реке и потоке, водопаде, разноврсну прашуму, борове и подмонтанску шуму, а брана Тангкак се такође види са подручја парка. На располагању је неколико стаза за планинарење, као што су Асахан стаза, Ајер Панас стаза, Јементах стаза и Лагенда стаза. Једини морски парк у држави, парк Султан Искандар, налази се уз источну обалу и састоји се од 13 острва површине 8.000 хектара. Три мочваре на југу Џохора, које обухватају острво Кукуп, реку Пулаи и Танџунг Пиаи, означене су као Рамсарско налазиште 2003. године. Река Пулаи постала је уточиште и мрестилиште морских коњића као део државног мастер плана биодиверзитета, будући да су у Џохоровим водама смештене три од осам врста морских коња у Малезији.

## Демографија
Малезијски попис становништва из 2015. године износио је 3.553.600 становника, што га пласира на друго место најмногољудније државе у Малезији, са недржавним становништвом од 276.900. Од становника Малезије који износи 1,893.100, (53,3%) су Малајци, 1.075.100 (31,3%) су Кинези, 230.700 (6,5%) су Индијци и још 16.900 (1,5%) је идентификовано као остали Бумипутери. У 2010. години процењено је да је популација око 3.230.440, са 1.698.472 (52,0%) малајских, 997.590 (30,0%) кинеских, 209.260 (6,0%) индијских и 49.773 (1,0%) идентификовано као бумипутери. Упркос расној разноликости становништва, већина људи у Џохору себе идентификује као „Бангса Џохор“, што такође означава да државна краљевска породица жели да уједини становништво без обзира на порекло.
Како је Малезија једна од најмање густо насељених земаља у Азији, држава је посебно ретко насељена, а већина људи концентрисана је у приобалним областима, будући да су се градови и урбани центри масовно проширили кроз недавна дешавања. Од 1991. до 2000. године држава је бележила чак 2,39% повећаног просечног годишњег становништва, с тим да је округ Џохор Бахру био највећи са 4,59%, а Сегамат са 0,07%. Укупна популација се повећавала за око 600.000 сваке деценије након повећања стамбених насеља у јужном развојном региону; ако се настави у овом правцу, Џохор ће по процени достићи 20,6 милиона људи 2030. године, више од владине пројекције од 4 милиона. Географски положај Џохора на јужном полуострву Малај допринео је брзом развоју државе као транспортног и индустријског чворишта Малезије, стварајући радна места и привлачећи мигранте из других држава и прекоморских земаља, посебно из Индонезије, Филипина, Вијетнама, Мјанмара, Бангладеша, Индије, Пакистана и Кине. Од 2010. године, готово две трећине страних радника у Малезији било је смештено у Џохору, Сабаху и Селангору.

## Спорт
Како је Џохор део Малеје од 1957. године, његови спортисти су представљали Малеју, а касније и Малезију на Летњим олимпијским играма, играма Комонвелта, азијским играма и играма југоисточне Азије. Државно одељење за омладину и спорт Џохор основано је 1957. године ради подизања стандарда спорта у држави. Џохор је био домаћин Сукма игара 1992. године. У држави постоје четири спортска комплекса, а савезна влада такође пружа помоћ за побољшање спортских објеката. Од 2018. године, као део плана савезне владе да Муар реновира Џохорово спортско средиште, око 15 милиона долара је опредељено за изградњу и надоградњу спортских објеката у граду.
Смештен у Искандар Путерију, стадион Султан Ибрахим је главни стадион фудбалског тима Џохор Дарул Такзим. Тим је основан 1972. године као ФК Пењк, а преименован је у Џохор Дарул Такзим 2013. године. Освојио је куп Малезије 1998. и 2016. године, куп 1985, 1991, 2017. и 2019. године.